# Wehe-den Hoorn
Wehe-den Hoorn est un village de la commune néerlandaise de Het Hogeland, situé dans la province de Groningue.

## Géographie
Le village est situé au nord-ouest de la province de Groningue, à 15 km de Groningue. Il est formé de deux localités jumelles, Wehe, autour du tertre historique, et Den Hoorn, près du canal Kromme Raken (ou Hoornsevaart).

## Histoire
Wehe-den Hoorn appartient à la commune de Leens de 1811 à 1990, puis à celle de De Marne avant le 1er janvier 2019, quand celle-ci fusionne avec Bedum, Eemsmond et Winsum pour former la nouvelle commune de Het Hogeland.

## Démographie
Le 1er janvier 2019, le village comptait 720 habitants.

## Sites et monuments

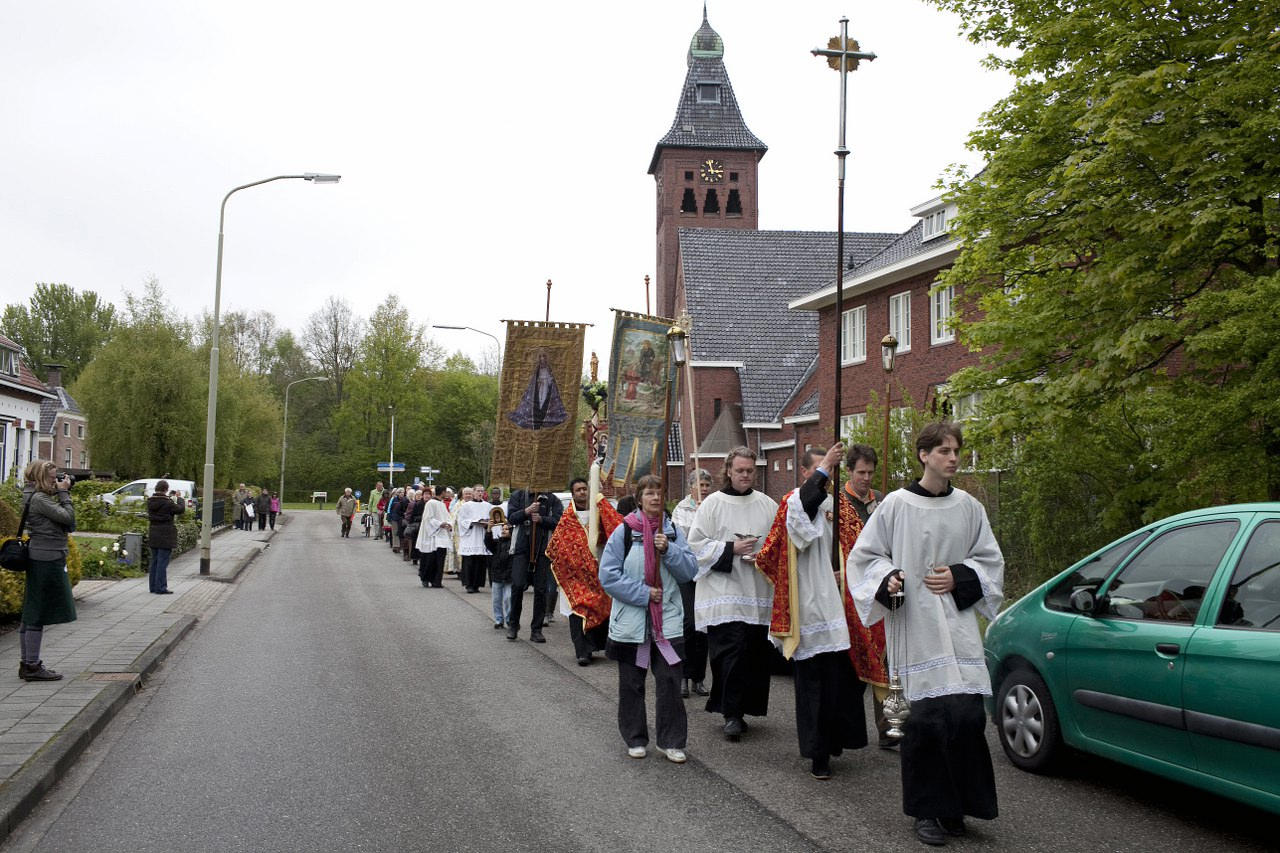
La procession de la confraternité de Notre-Dame du Jardin Clos part en direction de Notre-Dame de Warfhuizen.

Alors que Wehe est peuplé de réformés, Den Hoorn constitue une enclave catholique dans la région. L'église paroissiale Saint-Boniface date de 1926 et a remplacé un édifice du début du XIXe siècle. C'est d'ici que partent les processions qui se dirigent vers Notre-Dame de Warfhuizen.